# عزیز اصلی
عزیز اصلی‌منش (۱۵ فروردین ۱۳۱۶ – ۳ اردیبهشت ۱۳۹۴) با لقب پیراهن بنفش، دروازه‌بان پرسپولیس و تیم ملی فوتبال ایران بود. وی یکی از بزرگ‌ترین دروازه‌بان‌های تاریخ فوتبال ایران بود.

## زندگی‌نامه
وی با نام کامل عزیز اصلی منش در ۱۵ فروردین ۱۳۱۶ در دهستان میاردان، شهرستان بستان آباد استان آذربایجان شرقی به دنیا آمد. او فوتبال حرفه‌ای خود را از باشگاه دارایی آغاز کرد و پس از آن به شاهین و سپس به پرسپولیس پیوست و تا پایان دوران بازیگری در پرسپولیس ماند.

ایستاده از راست: اکبر مالکی، عزیز اصلی، کیوان نیک‌نفس، بهرام مودت، نشسته:ناصر حجازی

وی، در سال ۱۳۴۷ به همراه تیم ملی فوتبال ایران به قهرمانی آسیا رسید و در همان سال از تیم ملی خداحافظی کرد. اصلی به دلیل پرش‌های خوبش به عزیز فنر معروف بود و پیراهن بنفش با یقه‌های سیاه که از پیراهن محبوب و پر فروش تولیدی‌های ورزشی بود به پیراهن عزیز اصلی معروف بود. او در المپیک ۱۹۶۴ (که فوتبال ایران برای اولین بار به المپیک راه یافت) و بازی‌های آسیایی ۱۹۶۳ و ۱۹۶۶ هم همراه تیم ملی ایران بود.
او یکی از نخستین بازیکنان فوتبال بود که به بازیگری در سینما روی آورد و بین ساله‌ای ۱۳۴۵ تا ۱۳۵۰ در هشت فیلم بازی کرد. وی در روز ۳ اردیبهشت ۱۳۹۴ در دوسلدورف، آلمان در ۷۸ سالگی درگذشت.

## فیلم‌ها به عنوان بازیگر
| ردیف | سال  | عنوان            | توضیحات |
| ---- | ---- | ---------------- | ------- |
| ۱    | ۱۳۵۰ | فاتحین صحرا      |         |
| ۲    | ۱۳۴۷ | پلی بسوی بهشت    |         |
| ۳    | ۱۳۴۷ | پنجه آهنین       |         |
| ۴    | ۱۳۴۷ | تونل             |         |
| ۵    | ۱۳۴۷ | کشتی نوح         |         |
| ۶    | ۱۳۴۵ | بی عشق هرگز      |         |
| ۷    | ۱۳۴۵ | خداحافظ تهران    |         |
| ۸    | ۱۳۴۵ | مأموریت دو جانبه |         |